# The Kids Aren’t Alright
«The Kids Aren’t Alright» — песня американской панк-рок-группы The Offspring, пятый трек из их пятого студийного альбома Americana. Была выпущена в качестве третьего сингла из этого альбома. Песня попала в топ-сорок американского чарта «Alternative Songs».
Название композиции — аллюзия к песне «The Kids Are Alright» рок-группы The Who с альбома My Generation. Несмотря на отсутствие особого коммерческого успеха, композиция остаётся самой популярной песней The Offspring на «Last.fm» и «Spotify» (там она является самой популярной песней 90-х); кроме того, она иногда появляется на радио. Песня является саундтреком к фильму «Факультет». Доступна в качестве загружаемого контента к серии игр Rock Band.
Песня также появляется в сборнике 2005 года Greatest Hits (девятый трек).

## Список композиций

### Оригинальное издание
| №  | Название                              | Длительность |
| -- | ------------------------------------- | ------------ |
| 1. | «The Kids Aren’t Alright»             | 3:00         |
| 2. | «Pretty Fly (for a White Guy) (Live)» |              |
| 3. | «Walla Walla (Live)»                  |              |

### Альтернативное издание
| №  | Название                                        | Длительность |
| -- | ----------------------------------------------- | ------------ |
| 1. | «The Kids Aren’t Alright»                       | 3:00         |
| 2. | «Pretty Fly (for a White Guy) (Live)»           |              |
| 3. | «Walla Walla (Live)»                            |              |
| 4. | «Pretty Fly (for a White Guy) (CD Extra Video)» |              |

### Второе альтернативное издание
| №  | Название                              | Длительность |
| -- | ------------------------------------- | ------------ |
| 1. | «The Kids Aren’t Alright»             | 3:00         |
| 2. | «Pretty Fly (for a White Guy) (Live)» |              |
| 3. | «Walla Walla (Live)»                  |              |
| 4. | «Why Don’t You Get a Job? (Live)»     |              |

### Третье альтернативное издание
| №  | Название                                        | Длительность |
| -- | ----------------------------------------------- | ------------ |
| 1. | «The Kids Aren’t Alright»                       | 3:00         |
| 2. | «Walla Walla (Live)»                            |              |
| 3. | «Pretty Fly (for a White Guy) (CD Extra Video)» |              |

## Места в чартах
| Чарт (1999)                         | Позиция |
| ----------------------------------- | ------- |
| Франция                             | 32      |
| Германия                            | 45      |
| Новая Зеландия                      | 39      |
| Polish Singles Chart                | 8       |
| Швеция                              | 16      |
| UK Singles Chart                    | 11      |
| US Billboard Mainstream Rock Tracks | 11      |
| US Billboard Modern Rock Tracks     | 6       |